# Applied and Environmental Microbiology
Applied and Environmental Microbiology (abgekürzt Appl. Environ. Microbiol.) ist eine zweiwöchig erscheinende wissenschaftliche Fachzeitschrift, die im Peer-Review-Verfahren von der American Society for Microbiology herausgegeben wird. Sie erschien erstmals 1953 unter dem Namen Applied Microbiology und erhielt 1975 ihren heutigen Namen. Bis April 2025 waren Artikel, die älter als sechs Monate sind, kostenlos auf der Website abgerufen werden, neuere Artikel waren nur für Abonnenten zugänglich. Im April 2025 gab Die American Society for Microbiology bekannt, mit sechs ihrer Zeitschriften am Subscribe-to-Open-Programm teilzunehmen. Seitdem erscheinen die Artikel unter der Creative-Commons-Lizenz CC-BY 4.0 und sind somit Open Access.
Der Impact Factor lag 2021 bei 4,792. Die Zeitschrift wurde unter den Top-100-Zeitschrift der letzten 100 Jahre im Gebiet Biologie und Medizin aufgeführt. Aktueller Chefredakteur ist Harold L. Drake von der Universität Bayreuth.
In der Zeitschrift werden Artikel zu den Themenbereichen Angewandte Mikrobiologie (Biotechnologie, Protein-Engineering, Bioremediation und Lebensmittelmikrobiologie), Mikrobielle Ökologie (Umwelt-, organismische und genomische Mikrobiologie) und Interdisziplinäre Mikrobiologie (Mikrobiologie wirbelloser Tiere, Mikrobiologie von Pflanzen, aquatische Mikrobiologie und Geomikrobiologie) veröffentlicht.